# Раймондас Катілюс
Раймондас Катілюс (лит. Raimundas Katilius; 16 березня 1947, Вільнюс — 4 квітня 2000, Бад-Кіссінген, Баварія, Німеччина) — литовський скрипаль і педагог.

## Біографія
У 1964 закінчив школу імені Чюрльоніса, де навчався у Емілії Армонене і Александрас Лівонтаса. У 1970 закінчив Московську консерваторію у Ігоря Безродного. Виступав як соліст і ансамбліст. Виступав як соліст з постійним концертмейстером Ларисою Лобковою, іншими піаністами, з Литовським камерним оркестром, Симфонічним оркестром Державної філармонії Литви, іншими камерними та симфонічними оркестрами в багатьох країнах Європи, Америки, Азії, Африки.
З 1975 викладав в Литовської консерваторії, з 1984 стає доцентом, а з 1989 — професором. Виховав близько 60 учнів, серед яких чимало концертуючих скрипалів.
Активний пропагандист творів литовських композиторів; перший виконавець написаних для нього творів Йонаса Балакаускаса, Бронюса Кутавічюса, Феліксаса Байораса, Едуардаса Бальсіса, Юлюса Юзелюнаса, Вітаутаса Баркаускаса, Юстінас Башінскаса, Вітаутаса Лаурушаса та інших.
Помер 4 квітня 2000 в сцені під час виконання Сонати для скрипки і фортепіано Моріса Равеля на концерті в Бад-Кіссінгені (Німеччина).
Похований на цвинтарі Антакалніо у Вільнюсі.

## Пам'ять
У 2006 році режисер Йонас Урбонавічюс зняв про музиканта документальний фільм «Недосяжний горизонт» (лит. Nepasiekiamas Horizontas).

## Нагороди
- 1970 — лауреат міжнародного конкурсу скрипалів ім. Я. Сібеліуса в Гельсінкі;
- 1971 — 1-е місце на міжнародному конкурсі в Белграді (в складі квартету);
- 1972 — 1-е місце на міжнародному конкурсі в Братиславі (в складі квартету);
- 1972 — лауреат міжнародного конкурсу скрипалів в Монреалі;
- 1998 — Орден Великого Князя Литовського Гедиміна 3 ступеня